# Sindaci di Siracusa
Di seguito l'elenco cronologico dei sindaci di Siracusa e delle altre figure apicali equivalenti che si sono succedute nel corso della storia.

## Regno d'Italia (1861-1946)
| Periodo | Periodo | Primo cittadino                   | Partito                    | Carica                | Note  |
| ------- | ------- | --------------------------------- | -------------------------- | --------------------- | ----- |
| 1860    | 1861    | Francesco De Benedictis           |                            | Sindaco               |       |
| 1862    | 1865    | Gaetano Adorno Zappalà            |                            | Sindaco               |       |
| 1866    | 1867    | Gaetano Moscuzza                  |                            | Sindaco               |       |
| 1868    | 1869    | Giambattista Rizza                |                            | Sindaco               |       |
| 1870    | 1871    | Raffaele Pria                     |                            | Sindaco               |       |
| 1872    | 1876    | Alessandro Statella               |                            | Sindaco               |       |
| 1877    | 1878    | Giambattista Rizza                |                            | Sindaco               |       |
| 1879    | 1884    | Giuseppe Reale                    |                            | Sindaco               |       |
| 1885    | 1889    | Raffaele Lanza                    |                            | Sindaco               |       |
| 1890    | 1894    | Alessandro Statella               |                            | Sindaco               |       |
| 1895    | 1896    | Mario Landolina Interlandi        |                            | Sindaco               |       |
| 1896    | 1897    | Michele Bonanno                   |                            | Sindaco               |       |
| 1898    | 1905    | Luigi Vinci                       |                            | Sindaco               |       |
| 1905    | 1911    | Giuseppe Toscano                  |                            | Sindaco               |       |
| 1911    | 1913    | Luigi Vinci                       |                            | Sindaco               |       |
| 1913    | 1914    | Giuseppe Toscano                  |                            | Sindaco               |       |
| 1914    | 1920    | Alessandro Specchi                |                            | Sindaco               |       |
| 1920    | 1920    | Ernesto Giobbe                    |                            | Regio Commissario     |       |
| 1920    | 1922    | Eduardo Di Giovanni               |                            | Sindaco               |       |
| 1922    | 1926    | vari commissari regi e prefettizi |                            | Sindaco               |       |
| 1927    | 1928    | Leone Leone                       | Partito Nazionale Fascista | Podestà               |       |
| 1928    | 1929    | Giovanni Di Natale                | Partito Nazionale Fascista | Podestà               |       |
| 1930    | 1931    | Lorenzo Toscano                   | Partito Nazionale Fascista | Podestà               |       |
| 1931    | 1934    | Paolo Strano                      | Partito Nazionale Fascista | Podestà               |       |
| 1934    |         | Giuseppe Urso                     | Partito Nazionale Fascista | Podestà               |       |
| 1934    | 1939    | Vincenzo Bordone                  | Partito Nazionale Fascista | Podestà               |       |
| 1939    |         | Rizza ed Innorta                  |                            | Commissari prefettizi |       |
| 1939    | 1943    | Gaspare Conigliaro                | Partito Nazionale Fascista | Podestà               |       |
| 1943    |         | Sebastiano Campisi                |                            | Sindaco               | [ 1 ] |
| 1943    | 1944    | Corrado Mirmina                   |                            | Sindaco               | [ 1 ] |
| 1944    | 1946    | Giambattista Bozzanca             |                            | Sindaco               | [ 1 ] |

## Repubblica Italiana (dal 1946)
| Sindaci eletti dal Consiglio comunale (1946-1994)    | Sindaci eletti dal Consiglio comunale (1946-1994) | Sindaci eletti dal Consiglio comunale (1946-1994) | Sindaci eletti dal Consiglio comunale (1946-1994) | Sindaci eletti dal Consiglio comunale (1946-1994) | Sindaci eletti dal Consiglio comunale (1946-1994) | Sindaci eletti dal Consiglio comunale (1946-1994) | Sindaci eletti dal Consiglio comunale (1946-1994) | Sindaci eletti dal Consiglio comunale (1946-1994) |
| Nominativo                                           | Nominativo                                        | Partito                                           | Partito                                           | Partito                                           | Partito                                           | Mandato                                           | Mandato                                           | Elezione                                          |
| Nominativo                                           | Nominativo                                        | Partito                                           | Partito                                           | Partito                                           | Partito                                           | Inizio                                            | Fine                                              | Elezione                                          |
| ---------------------------------------------------- | ------------------------------------------------- | ------------------------------------------------- | ------------------------------------------------- | ------------------------------------------------- | ------------------------------------------------- | ------------------------------------------------- | ------------------------------------------------- | ------------------------------------------------- |
|                                                      | Mario Tommaso Gargallo                            |                                                   | Indipendente                                      | Indipendente                                      | Indipendente                                      | 16 maggio 1946                                    | 26 febbraio 1948                                  | Elezione 1946                                     |
|                                                      | Salvatore Monteforte                              |                                                   | Partito d'Azione                                  | Partito d'Azione                                  | Partito d'Azione                                  | 24 giugno 1948                                    | 22 dicembre 1948                                  | Elezione 1946                                     |
|                                                      | Vincenzo Greco                                    |                                                   | Sinistra indipendente                             | Sinistra indipendente                             | Sinistra indipendente                             | 23 dicembre 1948                                  | 22 novembre 1950                                  | Elezione 1946                                     |
|                                                      | Alessandro Spagna                                 |                                                   | Sinistra indipendente                             | Sinistra indipendente                             | Sinistra indipendente                             | 10 agosto 1952                                    | 5 dicembre 1952                                   | Elezione 1952                                     |
|                                                      | Marcellino Alagona                                |                                                   | Indipendente                                      | Indipendente                                      | Indipendente                                      | 23 febbraio 1953                                  | 1956                                              | Elezione 1952                                     |
| 1956                                                 | Marcellino Alagona                                | 20 marzo 1957                                     | Indipendente                                      | Indipendente                                      | Indipendente                                      | Elezione 1956                                     |                                                   |                                                   |
|                                                      | Raffaello Caracciolo                              |                                                   | Democrazia Cristiana                              | Democrazia Cristiana                              | Democrazia Cristiana                              | Elezione 1956                                     | 21 marzo 1957                                     | 1960                                              |
| 1960                                                 | Raffaello Caracciolo                              | 5 febbraio 1965                                   | Democrazia Cristiana                              | Democrazia Cristiana                              | Democrazia Cristiana                              | Elezione 1960                                     |                                                   |                                                   |
|                                                      | Antonio Giuliano                                  |                                                   | Democrazia Cristiana                              | Democrazia Cristiana                              | Democrazia Cristiana                              | 6 febbraio 1965                                   | 9 maggio 1966                                     | Elezione 1964                                     |
|                                                      | Vincenzino Tedeschi                               |                                                   | Democrazia Cristiana                              | Democrazia Cristiana                              | Democrazia Cristiana                              | 10 maggio 1966                                    | 31 gennaio 1967                                   | Elezione 1964                                     |
|                                                      | Gaetano Costa                                     |                                                   | Democrazia Cristiana                              | Democrazia Cristiana                              | Democrazia Cristiana                              | 1º febbraio 1967                                  | 5 aprile 1968                                     | Elezione 1964                                     |
|                                                      | Antonio Giuliano                                  |                                                   | Democrazia Cristiana                              | Democrazia Cristiana                              | Democrazia Cristiana                              | 6 aprile 1968                                     | 1970                                              | Elezione 1964                                     |
| 1970                                                 | Antonio Giuliano                                  | 18 dicembre 1971                                  | Democrazia Cristiana                              | Democrazia Cristiana                              | Democrazia Cristiana                              | Elezione 1970                                     |                                                   |                                                   |
|                                                      | Marcello Sgarlata                                 |                                                   | Democrazia Cristiana                              | Democrazia Cristiana                              | Democrazia Cristiana                              | Elezione 1970                                     | 18 dicembre 1971                                  | 22 marzo 1972                                     |
|                                                      | Luigi Foti                                        |                                                   | Democrazia Cristiana                              | Democrazia Cristiana                              | Democrazia Cristiana                              | Elezione 1970                                     | 23 marzo 1972                                     | 28 dicembre 1973                                  |
|                                                      | Concetto Rizza                                    |                                                   | Democrazia Cristiana                              | Democrazia Cristiana                              | Democrazia Cristiana                              | Elezione 1970                                     | 27 febbraio 1974                                  | 1975                                              |
| 1975                                                 | Concetto Rizza                                    | 9 agosto 1978                                     | Democrazia Cristiana                              | Democrazia Cristiana                              | Democrazia Cristiana                              | Elezione 1975                                     |                                                   |                                                   |
|                                                      | Benedetto Brancati                                |                                                   | Democrazia Cristiana                              | Democrazia Cristiana                              | Democrazia Cristiana                              | Elezione 1975                                     | 9 agosto 1978                                     | 1980                                              |
| 1980                                                 | Benedetto Brancati                                | 23 marzo 1981                                     | Democrazia Cristiana                              | Democrazia Cristiana                              | Democrazia Cristiana                              | Elezione 1980                                     |                                                   |                                                   |
|                                                      | Gaetano Tirantello                                |                                                   | Democrazia Cristiana                              | Democrazia Cristiana                              | Democrazia Cristiana                              | Elezione 1980                                     | 23 marzo 1981                                     | 21 febbraio 1983                                  |
|                                                      | Aldo Salvo                                        |                                                   | Democrazia Cristiana                              | Democrazia Cristiana                              | Democrazia Cristiana                              | Elezione 1980                                     | 23 maggio 1983                                    | 4 agosto 1984                                     |
|                                                      | Fausto Spagna                                     |                                                   | Democrazia Cristiana                              | Democrazia Cristiana                              | Democrazia Cristiana                              | Elezione 1980                                     | 4 agosto 1984                                     | 1985                                              |
| 1985                                                 | Fausto Spagna                                     | 6 maggio 1986                                     | Democrazia Cristiana                              | Democrazia Cristiana                              | Democrazia Cristiana                              | Elezione 1985                                     |                                                   |                                                   |
|                                                      | Concetto Lo Bello                                 |                                                   | Democrazia Cristiana                              | Democrazia Cristiana                              | Democrazia Cristiana                              | Elezione 1985                                     | 19 giugno 1986                                    | 30 novembre 1986                                  |
|                                                      | Fausto Spagna                                     |                                                   | Democrazia Cristiana                              | Democrazia Cristiana                              | Democrazia Cristiana                              | Elezione 1985                                     | 30 novembre 1986                                  | 7 marzo 1989                                      |
|                                                      | Salvatore Barberi                                 |                                                   | Democrazia Cristiana                              | Democrazia Cristiana                              | Democrazia Cristiana                              | Elezione 1985                                     | 7 marzo 1989                                      | 4 luglio 1990                                     |
|                                                      | Gaetano Bandiera                                  |                                                   | Democrazia Cristiana                              | Democrazia Cristiana                              | Democrazia Cristiana                              | 4 luglio 1990                                     | 23 novembre 1991                                  | Elezione 1990                                     |
|                                                      | Litterio Gilistro                                 |                                                   | Democrazia Cristiana                              | Democrazia Cristiana                              | Democrazia Cristiana                              | 23 novembre 1991                                  | 11 luglio 1992                                    | Elezione 1990                                     |
|                                                      | Francesco Cirillo                                 |                                                   | Democrazia Cristiana                              | Democrazia Cristiana                              | Democrazia Cristiana                              | 11 luglio 1992                                    | 13 marzo 1993                                     | Elezione 1990                                     |
|                                                      | Vincenzo Di Raimondo                              |                                                   | Democrazia Cristiana                              | Democrazia Cristiana                              | Democrazia Cristiana                              | 13 marzo 1993                                     | 28 giugno 1994                                    | Elezione 1990                                     |
| Sindaci eletti direttamente dai cittadini (dal 1994) |                                                   |                                                   |                                                   |                                                   |                                                   |                                                   |                                                   |                                                   |
| Nominativo                                           | Nominativo                                        | Partito                                           | Partito                                           | Coalizione                                        | Coalizione                                        | Mandato                                           | Mandato                                           | Elezione                                          |
| Nominativo                                           | Nominativo                                        | Partito                                           | Partito                                           | Coalizione                                        | Coalizione                                        | Inizio                                            | Fine                                              | Elezione                                          |
|                                                      | Marco Fatuzzo                                     |                                                   | Partito Popolare Italiano                         |                                                   | PDS-PPI-La Rete-AD                                | 28 giugno 1994                                    | 12 giugno 1998                                    | Elezione 1994                                     |
|                                                      | Vincenzo Dell'Arte                                |                                                   | Partito Popolare Italiano                         |                                                   | DS-PPI-SDI-PRC-FdV                                | 12 giugno 1998                                    | 27 luglio 1999                                    | Elezione 1998                                     |
|                                                      | Fulvio Manno (Commissario straordinario)          | –                                                 | –                                                 | –                                                 | –                                                 | 9 agosto 1999                                     | 22 dicembre 1999                                  | –                                                 |
|                                                      | Giambattista Bufardeci                            |                                                   | Forza Italia                                      |                                                   | FI-AN-CCD-CDU                                     | 22 dicembre 1999                                  | 12 giugno 2004                                    | Elezione 1999                                     |
|                                                      | Giambattista Bufardeci                            | FI-AN-UDC-NS                                      | Forza Italia                                      | 12 giugno 2004                                    | 1º marzo 2008                                     | Elezione 2004                                     |                                                   |                                                   |
|                                                      | Domenico Mirabella (Commissario straordinario)    | –                                                 | –                                                 | –                                                 | –                                                 | 1º marzo 2008                                     | 16 giugno 2008                                    | –                                                 |
|                                                      | Roberto Visentin                                  |                                                   | Il Popolo della Libertà                           |                                                   | PdL-UdC-MpA-L. civiche                            | 16 giugno 2008                                    | 1º gennaio 2013                                   | Elezione 2008                                     |
|                                                      | Alessandro Giacchetti (Commissario straordinario) | –                                                 | –                                                 | –                                                 | –                                                 | 30 gennaio 2013                                   | 25 giugno 2013                                    | –                                                 |
|                                                      | Giancarlo Garozzo                                 |                                                   | Partito Democratico                               |                                                   | PD-Il Megafono-L. civiche                         | 25 giugno 2013                                    | 27 giugno 2018                                    | Elezione 2013                                     |
|                                                      | Francesco Italia                                  |                                                   | Indipendente (2018-2019)                          |                                                   | L. civiche di centro-sinistra                     | 27 giugno 2018                                    | 16 giugno 2023                                    | Elezione 2018                                     |
|                                                      | Francesco Italia                                  | Azione (dal 2019)                                 |                                                   |                                                   | L. civiche di centro-sinistra                     | 27 giugno 2018                                    | 16 giugno 2023                                    | Elezione 2018                                     |
|                                                      | Francesco Italia                                  | Az-L. civiche                                     | 16 giugno 2023                                    | in carica                                         | Elezione 2023                                     |                                                   |                                                   |                                                   |